# ウィリアム・ウォルトン
サー・ウィリアム・ターナー・ウォルトン（Sir William Turner Walton OM, 1902年3月29日 - 1983年3月8日）は、イギリスの作曲家。広く知られた作品として『ファサード』、カンタータ『ベルシャザールの饗宴』、ヴィオラ協奏曲、交響曲第1番、戴冠行進曲『王冠』、『宝玉と勺杖』などが挙げられる。ウォルトンは遅筆で完璧主義者あったため、長いキャリアの中で彼が残した作品はそれほど多くない。しかし、人気のある作品は、21世紀になっても頻繁に演奏され続け、2010年までに彼の作品のほとんどすべてがCDでリリースされている。

## 人物・来歴
- 1902年、ランカシャー州オールダムの音楽一家に次男として生まれた。
- 1912年、10歳でオックスフォード聖歌隊学校に入学。
- 1916年、オックスフォード大学クライスト・チャーチ校に入学。在学中にサシェヴァレル・シットウェルやシグフリート・サッスーンと知り合い、親友となる。
- 1920年、退学してシットウェルの家に住み込み、作曲に専念する。
- 1922年、サシェヴァレルの姉イーディス・シットウェルの詩に基づく『ファサード』で成功を収める。『ファサード』は後にバレエ作品にもなる。
- 1923年、国際現代音楽協会ザルツブルク大会において、『弦楽四重奏曲』（後のイ短調作品とは別）が初演され、アルバン・ベルクに称賛される。
- 1929年、『ヴィオラ協奏曲』完成。
- 1931年、カンタータ『ベルシャザールの饗宴』完成。
- 1934年、最初の映画音楽『逃げちゃ嫌よ』。以後手がけた映画作品は14作にのぼる。
- 1935年、交響曲第1番（1932-）を完成。
- 1937年、ジョージ6世のために戴冠行進曲『王冠』を作曲。
- 1939年、『ヴァイオリン協奏曲』完成。
- 1944年、映画『ヘンリィ五世』の音楽を作曲。
- 1948年、イタリア・ナポリ湾に望むイスキア島に移る。
- 1951年、ナイトに叙せられる。
- 1953年、エリザベス2世のために戴冠行進曲『宝玉と勺杖（宝玉と王のつえ）』、『テ・デウム』作曲。
- 1960年、交響曲第2番初演。
- 1969年、最後の映画音楽『三人姉妹』作曲。
- 1972年、ベンジャミン・フランクリン・メダル受賞。
- 1983年、自宅で死去。80歳没[1]。

## 作風
ベンジャミン・ブリテン、レイフ・ヴォーン・ウィリアムズと並ぶ20世紀のイギリス音楽を代表する存在である。アンセルメやブゾーニの助言を受けたとされるが、ほぼ独学で作曲家となった。長寿に恵まれたにもかかわらず、作品数は必ずしも多くない。しかしながら、シベリウス、ストラヴィンスキーやプロコフィエフ、ヒンデミットやブリテンらの作品のほか、ジャズやラテン音楽など、同時代のさまざまな音楽をたくみに吸収・消化し、新鮮かつ大胆なリズム・和声を用いて表情豊かで親しみのある作品を生み出した。豊かな情感と壮大で雄渾多感な表現を好んだこと、明晰な調性感を好んだことから、新ロマン主義の作曲家と見なしうるが、客観的で端正な表現をよしとする新古典主義音楽の発想にも洗礼を受けている。

## 主要作品

### 舞台作品
- オペラ『トロイラスとクレシダ』
- バレエ音楽『賢い乙女たち』 - J.S.バッハ作品の編曲による
- バレエ音楽『審問』

### 管弦楽作品
- 交響曲 第1番 変ロ短調 (1935年)
- 交響曲 第2番 (1960年)
- 交響曲 第3番（未完成）
- 序曲『ポーツマス岬』 "Portsmouth Point" (1925年)
- シエスタ "Siesta" (1926年)
- 『ファサード』第1組曲 (1926年) - 同名の室内楽より編曲
- 戴冠式行進曲『王冠』 (1937年) - ジョージ6世の戴冠式のために作曲
- 『ファサード』第2組曲 (1938年) - 同名の室内楽より編曲
- 喜劇的序曲『スカピーノ』"Scapino" (1940年)
- スピットファイア 前奏曲とフーガ (1942年) - 映画音楽からの改作
- 『ヘンリィ五世』から弦楽のための2つの小品 (1944年) - 映画音楽からの改作
- 戴冠式行進曲『宝珠と王杖』 (1953年) - エリザベス2世の戴冠式のために作曲
- ヨハネスブルク祝典序曲 "Johannesburg Festival Overture" (1956年)
- パルティータ "Partita for Orchestra" (1958年)
- 「英語諸国民の歴史」のための行進曲 "March for A History of the English-Speaking Peoples" (1959年) - チャーチルの同名の著書を元にしたテレビシリーズのための音楽。番組自体は実現しなかった。
- ヒンデミットの主題による変奏曲 "Variations on a Theme by Hindemith" (1963年)
- ブリテンの即興曲による即興曲 "Improvisations on an impromptu of Benjamin Britten" (1969年) - ベンジャミン・ブリテンのピアノ協奏曲の第3楽章のテーマに基づく変奏曲
- ヴァリイ・カプリッチ (1970-71) - 「5つのバガテル」をオーケストラ編曲
- 序言と幻想 Prologo e fantasia, for orchestra (1980年)

### 協奏曲
- 協奏交響曲 "Sinfonia concertante" (1927年/1943年改訂)
- ヴァイオリン協奏曲 (1939年/1943年改訂)
- ヴィオラ協奏曲 (1929年/1961年改訂)
- チェロ協奏曲 (1956年/1975改訂)
- ファンタジア・コンチェルタンテ "Fantasia concertante, for two pianos, jazz band, and orchestra" (1924年)

### 室内楽作品
- 『ファサード』（Façade）
- 『ファサード2』
- 弦楽四重奏曲 イ短調
- ピアノ四重奏曲
- ヴァイオリン・ソナタ
- 5つのバガテル - ギター独奏

### 合唱作品
- オラトリオ『ベルシャザールの饗宴』
- 『ロンドン市の栄光を称えて』
- 戴冠式テ・デウム - エリザベス2世女王の戴冠式（1952年）のために
- グローリア

### 映画音楽

#### シェイクスピア3部作
ローレンス・オリヴィエの制作・監督・主演による3作は映画史上も傑作とされる。音楽も、ウォルトン自身（上述）やミュア・マシーソン、クリストファー・パーマーなどによって演奏会用に編曲されている。
- ヘンリィ五世（Henry V, 1944年）
- ハムレット（Hamlet, 1948年）
- リチャード三世（Richard III, 1955年）

#### その他の映画
- 逃げちゃ嫌よ（Escape Me Never, 1935年）　パウル・ツィンナー監督
- 御気に召すまま（As You Like It, 1936年）　パウル・ツィンナー監督
- バーバラ少佐（Major Barbara, 1941年）　ガブリエル・パスカル監督
- スピットファイア（The First of the Few / Spitfire, 1942年）　レスリー・ハワード監督
- 空軍大戦略（Battle of Britain, 1969年）　ガイ・ハミルトン監督
コリン・マシューズ編曲による組曲あり。
- 三人姉妹（Three Sisters, 1970年）　ローレンス・オリヴィエ監督
テーマに「ラ・マルセイエーズ」を引用

#### 他者による編曲作品
- ウォー・タイム・スケッチブック（戦時のスケッチブック）
ウォルトンが第二次大戦中に作曲した上記以外の映画3作の音楽、および『空軍大戦略』に作曲しながら採用されなかった音楽をクリストファー・パーマーが編曲した組曲。パーマーはこの他にも、ウォルトンの映画音楽の演奏会用編曲をいくつも手がけている。